# 路易吉·迪比亚吉奥
路易吉·迪比亚吉奥（義大利語：Luigi Di Biagio，1971年6月3日—）是一名已退役的意大利足球运动员，司职中场，他曾经代表意大利国家队参加1998年世界杯足球赛和2002年世界杯足球赛。

## 俱乐部生涯
迪比亚吉奥出生于罗马，在拉齐奥接受青训并在1988/89赛季进入拉齐奥一线队。1989年6月11日，迪比亚吉奥在拉齐奥2比4输给尤文图斯的联赛中出场，上演联赛首秀。之后他转会至意乙联赛球队蒙扎，在那里踢了两个赛季意乙联赛，一个赛季丙级联赛。虽然在低级别联赛效力，但迪比亚吉奥的表现还是赢得关注。1992年，他转会加盟捷克名帅兹德内克·泽曼执教的意甲球队福贾。1995年，迪比亚吉奥转投罗马，开始迎来职业生涯的巅峰期。1999年，迪比亚吉奥加盟国际米兰，在国际米兰效力的四个赛季，迪比亚吉奥在各种赛事中总共出场163次，打进18球。虽然他在后腰位置发挥稳定，但依然无法帮助球队获得任何锦标。这四个赛季他随队收获了三个亚军——2002/03赛季意甲联赛亚军，2000年意大利杯亚军，2000年意大利超级杯亚军，但这已是他离冠军头衔最接近的三次。2003年8月7日，迪比亚吉奥在罗伯特·巴乔的说服下，免费加盟布雷西亚。迪比亚吉奥在布雷西亚效力三个赛季。2006年11月，意甲球队阿斯科利和迪比亚吉奥签约，但由于他和布雷西亚的合同仍未中止，此次转会要到2007年1月才能生效。迪比亚吉奥到罗马的业余球队拉斯托塔参加比赛保持状态，直到转会窗开放之后才正式加盟阿斯科利。虽然他在该赛季下半段出场7次，贡献2球，但仍然无法阻止球队最终降级。赛季结束后，迪比亚吉奥宣布退役。

## 国家队生涯
迪比亚吉奥在1998年1月28日意大利3比0击败斯洛伐克的友谊赛中首次代表成年国家队出场。他曾先后代表意大利国家队参加1998年世界杯足球赛、2000年欧洲足球锦标赛和2002年世界杯足球赛。他在1998年世界杯四分之一决赛意大利和东道主法国队的比赛点球大战中射失点球，最终意大利被法国队淘汰。

## 教练生涯
2011年7月25日，迪比亚吉奥成为意大利U-20国家队的主教练